# チチェスター
チチェスター（Chichester）は、イギリスのイングランド南東部、ウェスト・サセックス州西端に位置する都市である。発音は、最初の「チ」にアクセントが置かれた「チチスター」に近い。
古代ローマ期に遡る歴史があり、続くアングロ・サクソン（七王国）期にも重要な都市であった。英国教会の主教座が置かれており、大聖堂は12世紀に遡る歴史がある。現在のチチェスターは地方行政の拠点であり、3つの異なるレベル（州、ディストリクト、市）の行政機構が集まっている。また、交通の要衝であり、チチェスター・フェスティバル劇場や、二つの美術館もあって、この地方の文化面の中心地でもある。近傍にはチチェスター・ハーバーやサウスダウンズがあり、海や丘陵での屋外活動の機会が豊富にある。

## 歴史
主要記事：Noviomagus Reginorum
この地域は、ローマ帝国によるブリテン島侵入の橋頭堡であったと考えられている。現在の市街地中心部は、ローマ期の宮殿に近く、この地域の中心都市であったノウィオマグス・レギノルム (Noviomagus Reginorum) の上に築かれている（チチェスターの西隣にあるフィッシュボーン (Fishbourne) では、ローマ期の宮殿遺跡が発見されている）。
西暦80年頃には、城壁があったと推定される位置に近い東門の城外に、円形劇場が建設された。
『アングロサクソン年代記』によれば、5世紀末に南サクソンの王エールが当地を攻略し、その息子チサ（Cissa）にちなんでチチェスターと改称したという。七王国時代には、サセックス王国の主要都市であった。フィッシュバーン宮殿からロンドンに至るローマ街道の「石の道 Stane Street」は市街地中心部を通っており、市街地はローマ期以来の十字状の街路をもっており、中世期の市場「マーケット・クロス market cross」から東西南北に放射状の商店街が延びている。かつての城壁も比較的よく残されており、その上を歩くことができる。
1075年に、それまで7世紀以来セルシーに置かれていた司教座が、チチェスターに移ることになった。12世紀はじめにいったん完成した大聖堂は、火災で被害を受け、12世紀末に改装されて現在の姿の原型ができた。以降、チチェスターは大聖堂を擁する格式の高い都市として、求心力をもつようになった。

## 行政
チチェスターは、イングランドの地方行政システムにおいてはパリッシュレベルの行政教区（シヴィルパリッシュ、Civil parish）とされているが、例外的に（通常はディストリクトレベルの行政体に与えられる）シティ・ステータスを有している。チチェスターと同様に、パリッシュでありながらシティとされているのは、イーリー、ヘリフォード、リポン、トゥルーロ、ウェルズで、いずれも大聖堂のある小都市である。
チチェスターには、市の行政機構に加え、広域のディストリクト、ウェスト・サセックス州の役所も置かれている。現在、チチェスター選挙区から選出されている庶民院議員は、Gillian Keeganである。
チチェスターは、選挙区としても特殊な歴史をもっている。チチェスターの住民は、19世紀の選挙制度改革によって選挙権が拡大される以前から、300年にわたって国会議員を選出する選挙に参加していた。1660年に王政復古を行なう仮議会の選挙が行なわれた際、市長が投票権を自由人（Freeman）に限定した選挙を行なったところ、庶民院は、「これまで21回の議会について、議会への代表を選ぶにあたって、市民（the Citizens）のみならず平民（the Commonalty）の声を入れて来たことを踏まえると、委員会としては、この選挙区（borough）の平民には、自由市民と同様に選挙権があるものと認められる、との見解である」として、選挙結果を覆し、チチェスターの平民が広く参加した再選挙で選ばれた候補に差し替えをした上で、古来の権利を意図的に否定したことを理由に市長を2週間投獄した。

## 地理
チチェスターの市街地は、サウスダウンズ丘陵から流下するラヴァント川の河谷の南方に位置し、ラヴァント川に面している。ラヴァント川はしばしば夏季に干上がることがある涸れ川である。市街地内にも水路が導かれており、その一部は地下水路になっている。古代から交易路が集まる場所であり、集落を形成するには理想的な立地条件に恵まれていた。最も古い部分は、城壁内部ということになるが、他の多くの例と同様に、市街地の成長は、城壁外にまで及んでいる。
市の西郊外には干潟、塩沼、砂嘴、砂丘などが発達しているチチェスター港という湾の最奥部があり、1987年にチチェスター港は西隣のラングストーン港と共にラムサール条約登録地となった。
2005年3月8日に、ディストリクトの執行部は、都市計画指導要領への補遺として「チチェスター保存地域の特色評価」を採択した。その対象は、ローマ期の町全域に、東西南北の四方向にある Northgate、Westgate、Southgate、Eastgate の区域を加えた範囲に及び、南東に延びるカレドニア街道（The Caledonian Road）地域と、北側の Summersdale も含んでいる。さらに北方には、別個の保存地域が Graylingwell Hospital 周辺にある。最近では、チチェスター保存地域は南方に拡張され、新たに復元されたチチェスター運河の船溜まりや運河の一部が含まれるようになっている。保全地域は、歴史的な発展の経緯や建造物のタイプ、機能、活動などによって8つの「特色」に分けられている。

## 人口
2001年の国勢調査の時点では、チチェスター市の人口は 23,731人、チチェスター・ディストリクトの人口は106,445人であった。人口の年齢階層別構成比を見ると、40歳代以下が英国の平均より低く、50歳代以降で平均より高くなっている。これは、当地の温暖な気候などを求めて、退職後に他地域から移り住んでくる人々が多いためである。

## 経済
チチェスターは、過去の歴史を活かした観光産業が盛んである。
国際的な学術専門出版社 Wiley は、英国法人の主たる拠点をチチェスターに置いている。

## 見所
11世紀に創建された大聖堂は、三位一体に捧げられ、チチェスターの聖リチャードを祀っている。現在の姿の原型は12世紀末に形づくられたものとされている。尖塔は、地元から産出した軟弱な石を積んだものであったために1861年に突然崩壊し、その後再建されたものである。南側の側廊の床の一部はガラスになっており床下に残されたローマ期の遺跡のモザイク床が見えるようになっている。13世紀に建てられた鐘楼は大聖堂の建物から数メートル離れて独立しており、英国では珍しい形である。大聖堂内には、中世の騎士とその妻の墓があり、フィリップ・ラーキンの「アランデルの墓」のモチーフになったとされている。同様に、当地選出の国会議員で、最初の鉄道轢死者でもあったウィリアム・ハスキソンの精巧な像も安置されている。

教会音楽やマドリガル作品の作曲などで知られるトマス・ウィールクスは、17世紀はじめに大聖堂のオルガン奏者兼合唱指導者を永く務めており、堂内には顕彰する碑文がある。また組曲『惑星』などで知られるグスターヴ・ホルストは堂内に埋葬されている。レナード・バーンスタインの合唱曲チチェスター詩篇は、大聖堂の委嘱作品である。
大聖堂以外にも、5堂の英国教会と、カトリックの聖リチャード教会、さらに他の宗派の教会9堂がある。

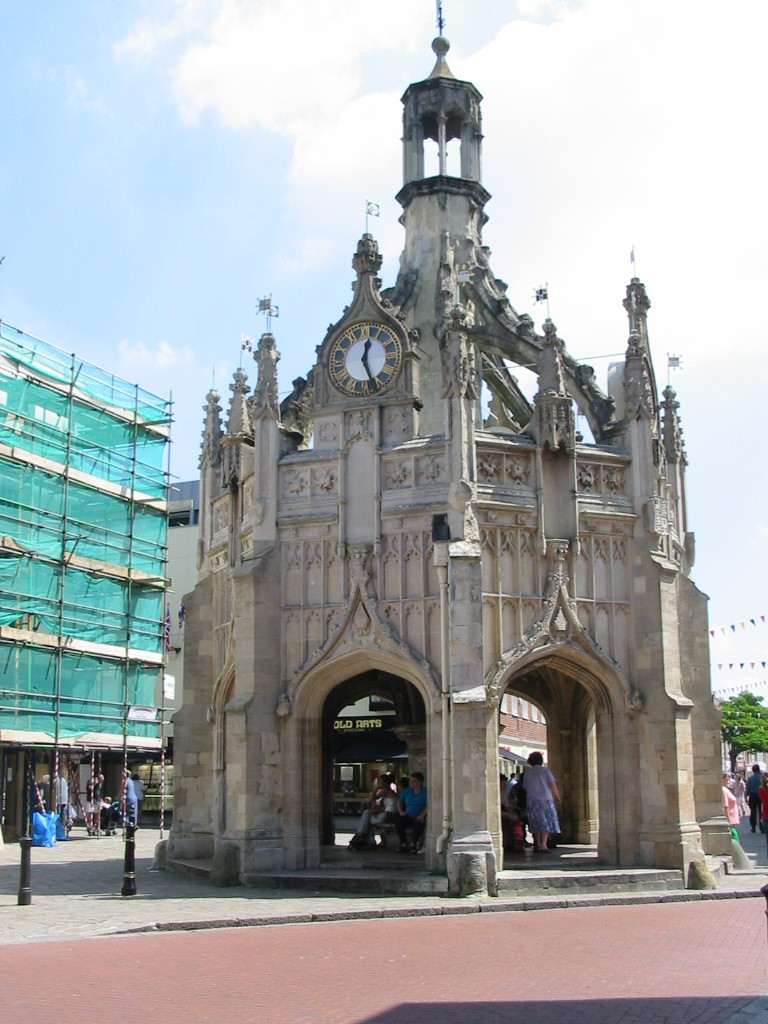
チチェスター・クロス

ローマ期の円形劇場の遺跡は、現在は公園になっている場所の地下に埋められているが、円形劇場の傾斜面は、はっきり認識できるようになっており、公園に設置された解説板には、詳しい情報が記されている。
ノース・ストリートにあるバターマーケットは、ジョン・ナッシュの設計によって1808年に食料品市場として開業したものである。1900年には上階が増築され、当初は美術学校がそこに入った。バターマーケットには、現在も様々な小規模事業者が入居しているが、チチェスター市当局は近くこの建物の全面的な改装を予定しており、一部の小売り業者の将来ははっきりしていない
イースト・ストリートにあるコーン・エクスチェンジは、英国でも最も初期の穀物取引所の一つとして1833年に建てられた。商取引における重要性を誇示するかのような、重厚な佇まいの建物である。1883年には、演劇や娯楽にも用いられるようになり、その後は映画館（1923年 - 1984年）やレストランとして使われた後、マクドナルドの店舗が入っていた。現在は、衣類小売りのネクストの店舗が入っている。
チチェスター・クロスは、かつての市場の場所であり、東西南北の街路が集まる市街地の中央に建っている。

## 交通

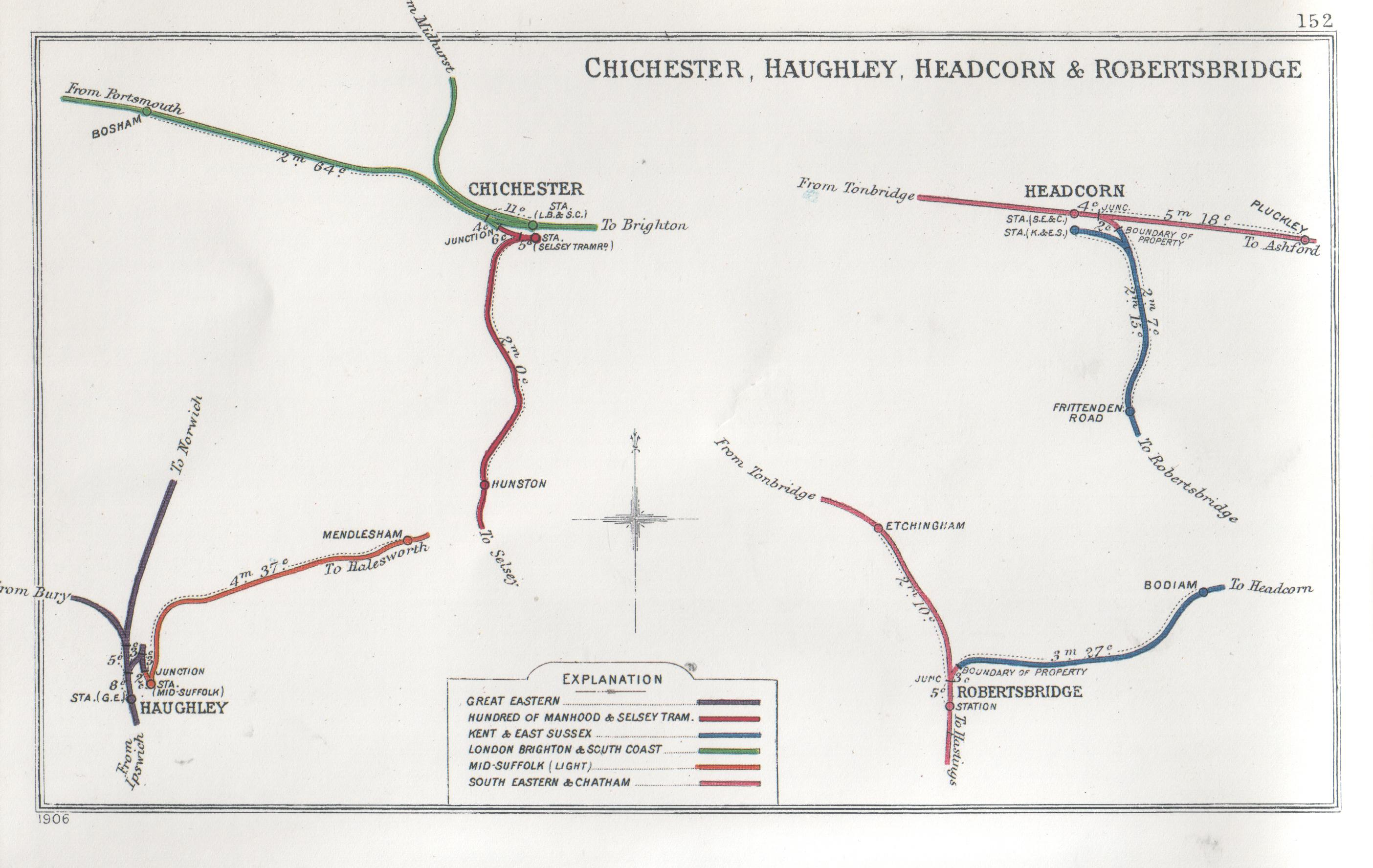
鉄道運賃交換所による1914年の地図：廃止されたミッドハーストとセルシー方面への路線に注意

チチェスターは主要道路のハブとなっているが、最も重要なのはイーストボーンとサウサンプトンを結ぶ、沿岸部の幹線A27である。これに準じてA259が、ケント州フォークストンから当地に至り、西はハヴントまでやはり沿岸部をつないでいる。この東西連絡道路に対して、北方へ延びる道路が3本ある。A29は、ロンドンから来るルートで、市街地の東でA27に合流する。A285は、ペットワースやA272に連絡し、A 286は、ギルフォードに向かう道である。
イングランド南東部で長距離バスの運行をしているステージコーチ・サウス・イースト社の本社は、チチェスターにある。
チチェスター駅は、ウェスト・コーストウェイ線の駅で、ブライトン、ロンドン・ヴィクトリア駅（ガトウィック空港経由）、ポーツマス、サウサンプトン、ベイジングストーク行きの列車が定期的に運行されている。かつては北方のミッドハーストまで行く支線があった。また、かつては南方のセルシーまでスティーヴンスが敷設した軽便鉄道であるウェスト・サセックス鉄道が通じていたが、1935年に廃止となった。
チチェスター周辺には、長距離のハイキングやサイクリング、乗馬のためのルートがいくつか設定されている。そのうち、イースト・サセックス州のウェスト・ディーンに至る「センチュリオン・ウェイ the Centurion Way」などは、チチェスターが起点となっている。

## 教育
チチェスターには、中等教育の学校は、チチェスター男子高校、チチェスター女子高校、ビショップ・ルファ校の3校がある。初等教育では、幼稚園に相当する幼児学校が2校、英国教会中央小学校、さらに初等教育の全学年を収容する小学校が4校ある。フォードウォーターとセント・アンソニーには、それぞれ養護学校がある。また、カトリックの学校としてはセント・リチャーズ校がある。
私立小学校は、3校がある。
高等教育機関としては、まずチチェスターの高校が連合して運営している、ウェスト・サセックス州最大のシックスス・フォーム（大学進学準備プログラム）があり、男子高校と女子高校の施設を活用して、様々なAレベルや職業系科目を提供している。
かつて「チチェスター学芸科学技術カレッジ」と称していたチチェスター・カレッジは、おもに職業資格に結びつく分野について、基礎レベルと学位相当レベルの科目を提供している。近年では、施設の更新が進み、提供科目も豊富になっている。
チチェスター・カレッジは、英語を母語としない者を対象とした英語研修のプログラムも積極的に展開しており、短期の英語研修生を各国から受け入れている。東京経済大学や長崎短期大学など、多数の日本の大学が継続的に英語研修プログラムに学生を送っている。
チチェスター大学は、2005年に資格・カリキュラム機構から学位授与機関としての資格を与えられた。チチェスター・カレッジが一貫して職業教育に焦点を当てているのに対し、チチェスター大学はよりアカデミックな方向性をもっており、芸術などに焦点が置かれている。

## 文化
チチェスターでは、毎年7月に3週間におよぶ芸術・音楽祭「チチェスター・フェスティバル」が開催されている
最も重要な文化施設は、英国有数の劇場の一つであるチチェスター・フェスティバル劇場であり、夏にはロンドンの演劇界から、俳優、作家、演出家らが多数当地へやってくる。
2007年にGulbenkian Prizeを受賞したパラント・ハウス・ギャラリーは、主に現代英国美術を収集し、2006年には、コリン・セントジョン・ウィルソン卿の収集品を展示する新館を公開した。常設展のほか、企画展も行なわれている。
ニューパークのチチェスター・シネマは、当地では唯一の芸術映画館で、主流派の映画作品のほか、低予算映画や、旧作などを選んで、毎日上映している。この組織の副社長にはマギー・スミスやケネス・ブラナーが名を連ねている。
1990年代の一時期には、ブライトンやマンチェスターなど他の都市と同じように、ゴスやパンクといったオルタナティブなサブカルチャーが展開を見せ、そうした芸術家や音楽家がよく見受けられた。

## 音楽
チチェスターの音楽シーンは、近年多様化が著しい。

### チチェスター交響楽団
1881年創設のチチェスター交響楽団（the Chichester Symphiny Orchestra ）は、この地域におけるクラシック音楽の伝統の維持に重要な役割を果たしている。この楽団には、プロもアマチュアも参加しており、何よりも合奏の楽しみを求めて、毎週1回の練習が行なわれている。コンサートは、毎年3回あり、夏のコンサートはチチェスター・フェスティバルの一部として、秋のコンサートはチチェスター大聖堂の昼休み演奏会シリーズの一部として行なわれている。

### ポピュラー音楽
チチェスターの音楽シーンで重要な位置を占めているのは、例年7月に4日間の日程で、プライオリ公園の13世紀のギルドホールの側にテントを張って開催される「Chichester RAJF」というイベントである（「RAJF」は、「本物のエールとジャズのフェスティバル Real Ale and Jazz Festival」の意）。このイベントは、1981年にチチェスター・ホッケー・クラブの面々が、資金集めのために始めたものだったが、その後、規模も目的も大きく成長した。当初はトラディショナル・ジャズに重点が置かれ、ケニー・ボール、ハンフリー・リテルトン、ケニー・ベイカーらの演奏がフィーチャーされた。その後、1990年代には、ブルースやリズム・アンド・ブルースが加わり、さらに観客の収容人数が2,500人にまで増えて、ジェームス・ブラウン、ステイタス・クォー、ブロンディ、ボニーM、ロバート・クレイ、ホット・チョコレート、ハワード・ジョーンズ、ゴー・ウエスト、プリテンダーズ、ドリフターズ、シンプル・マインズなど、様々なミュージシャンが登場するようになった。周辺住民に配慮して、全てのコンサートは午後11時までに終了することになっている。
「Blues on the Farm」は、例年6月に市街地から南に2マイル（3.2 km）のパンプ・ボトム・ファームで開催されるフェスティバルである。1991年から始まり、英国内外から有名ミュージシャンが参加し、美しく友好的な雰囲気の中で繰り広げられる、英国最大の屋外ブルース・イベントになっている。
「Roots Arounf the World」は、チチェスター及び周辺の村のホールなどを使って、世界中の様々な音楽を紹介するフェスティバルである。

## スポーツ
チチェスターには、サセッスク・プレミア・リーグで5回優勝したクリケット・チーム「Chichester Priory Park CC」、ラグビー・チーム「Chichester RFC」、サセックス・カウンティ・リーグに所属するサッカー・チーム「チチェスター・シティFC」がある。
フラッグフットボールの英国シニア・リーグに所属する「Chichester Sharks flag American Football Club」は、2003年と2007年に全国優勝を遂げている。
このほか、ホッケー（Chichester Hockey Club）やサイクリング（Southdown Velo cycling club）のクラブがある。また、市の公共施設として、水泳用のプールや流水路、スポーツ・ホール、フィットネス・ルームを備えたレジャーセンターがあり、水泳クラブ「Chichester Cormorants Swimming Club」の拠点となっている。

## 出身人物
- エドワード・スペリーアス - 俳優
- ジョン・フレデリック・チャールズ・フラー - イギリス陸軍軍人

## 姉妹都市
- シャルトル、フランス - 1959年から
- ラヴェンナ、イタリア